# Gmach Główny Uniwersytetu Ekonomicznego w Krakowie

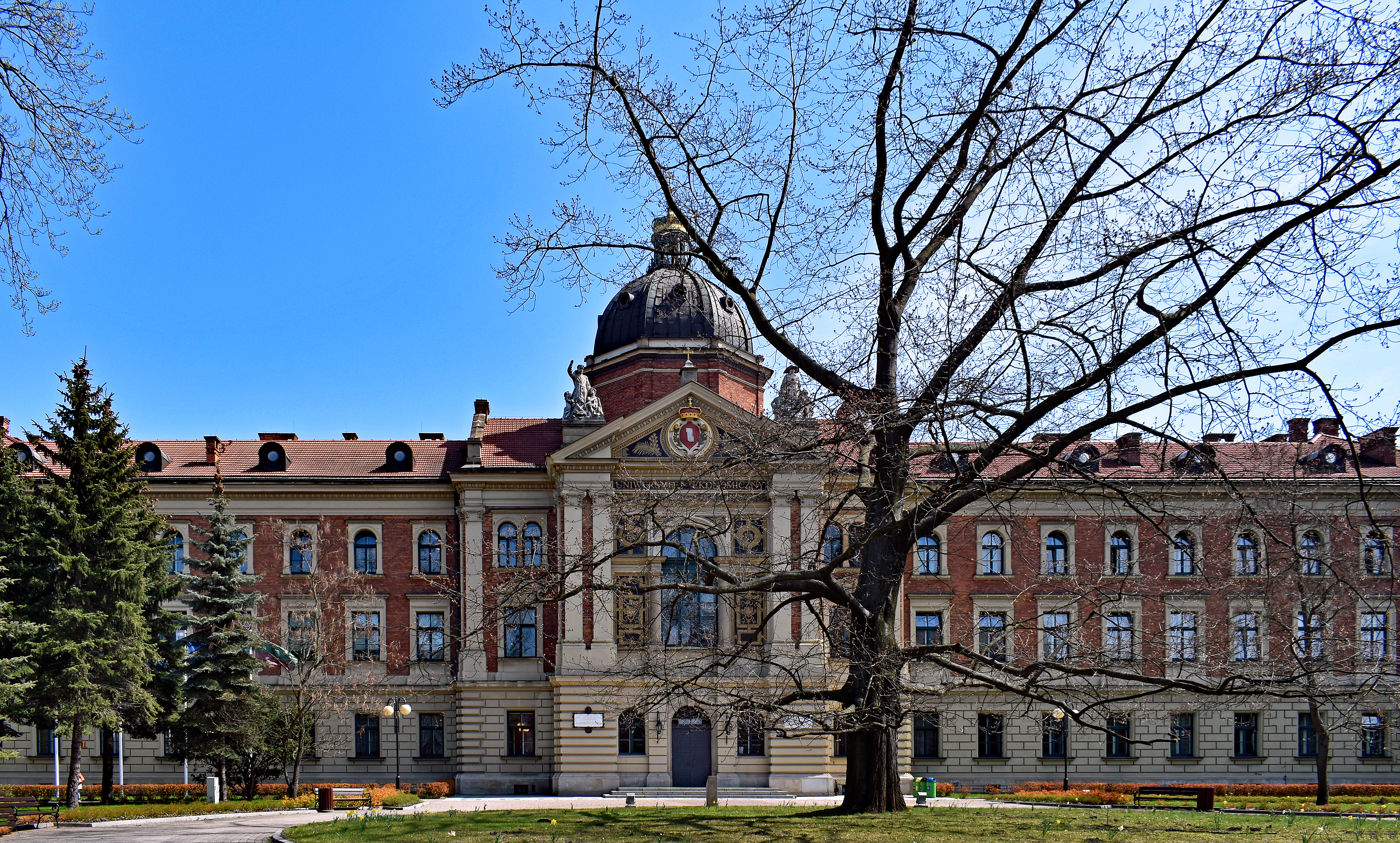
Gmach Główny - fasada frontowa, przed budynkiem dąb „Stefan”.

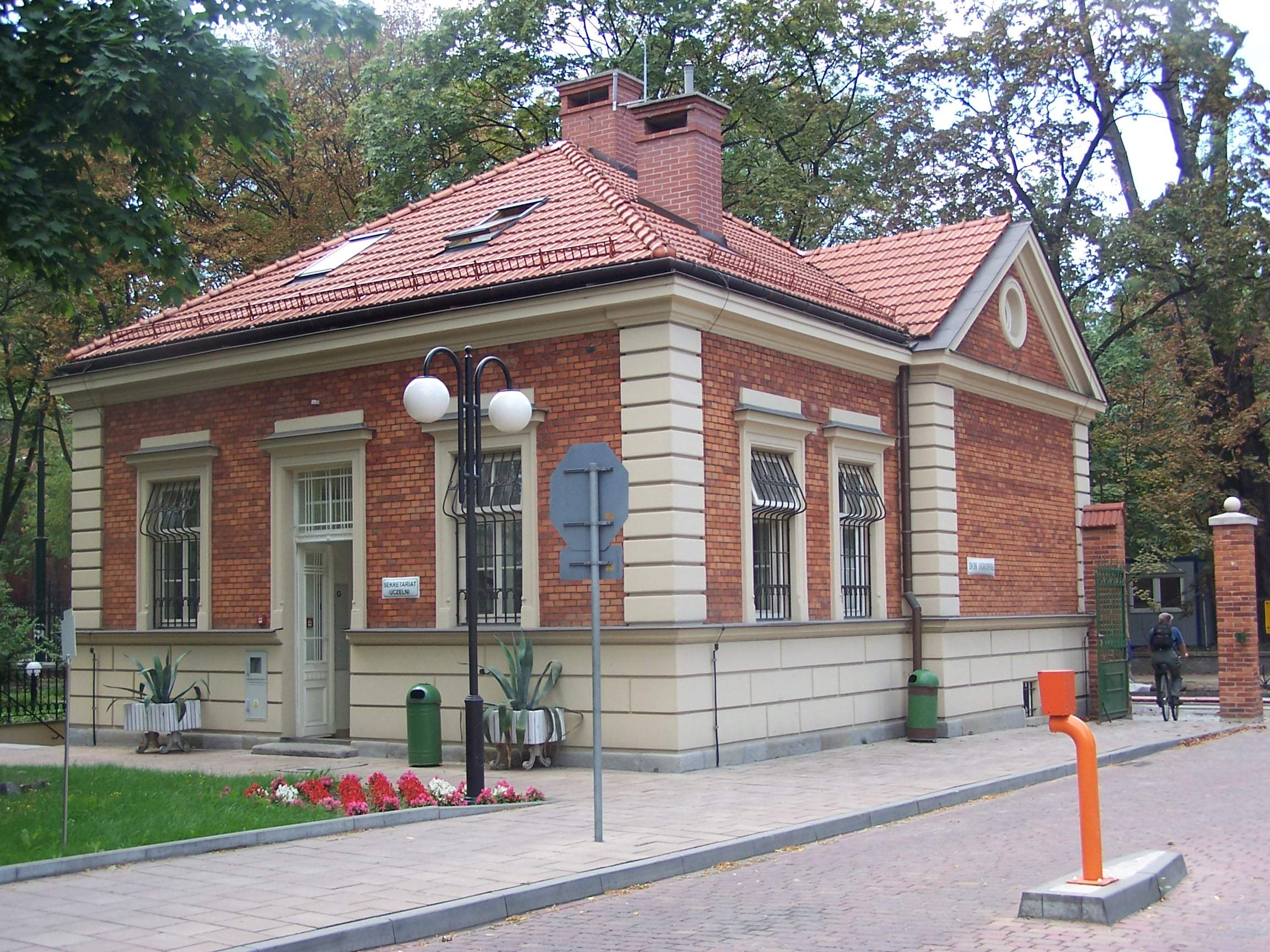
Domek Ogrodnika (obecnie sekretariat uczelni, siedziba Fundacji UEK oraz budynek ochrony)

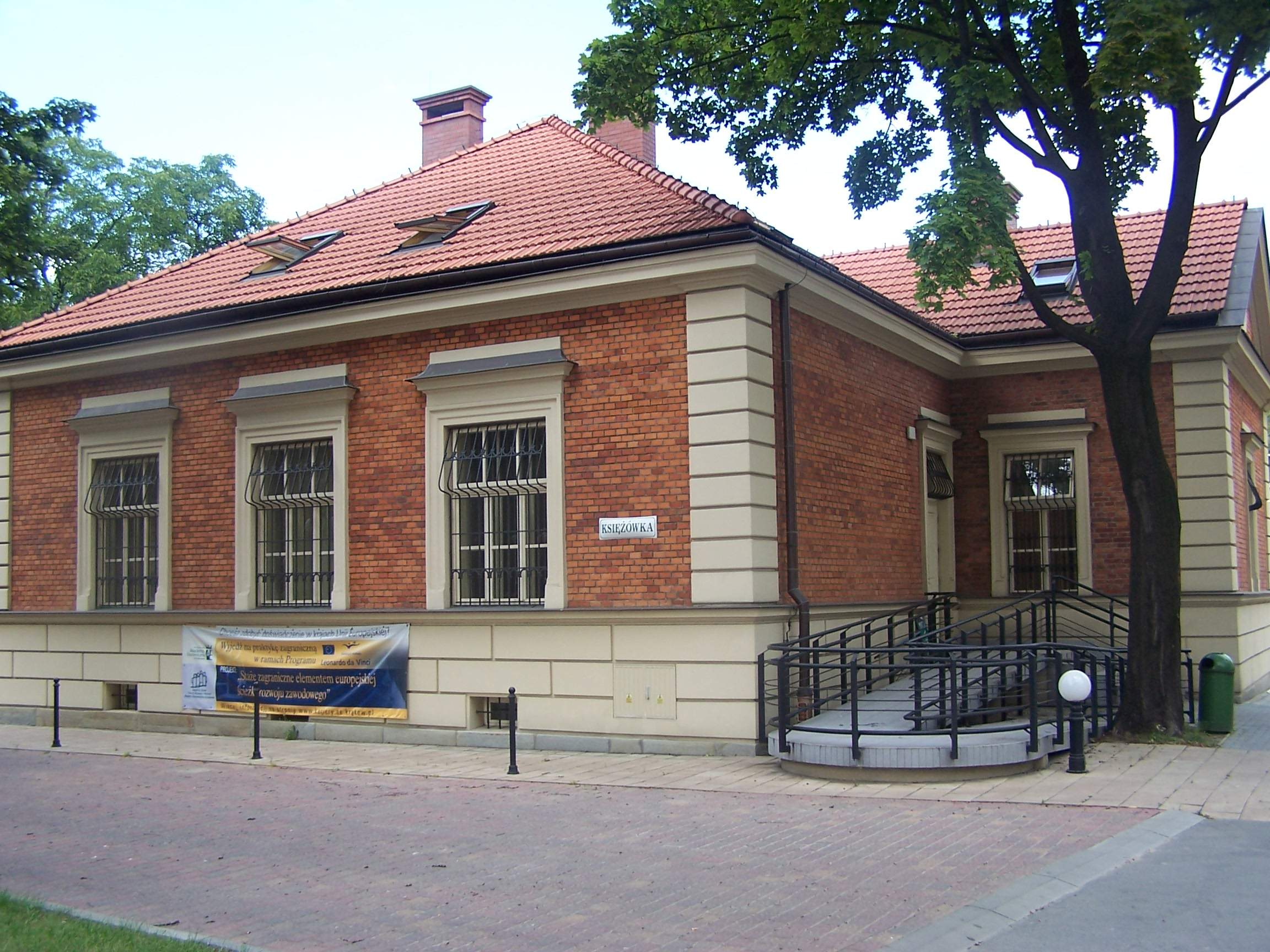
Księżówka (obecnie budynek administracji)

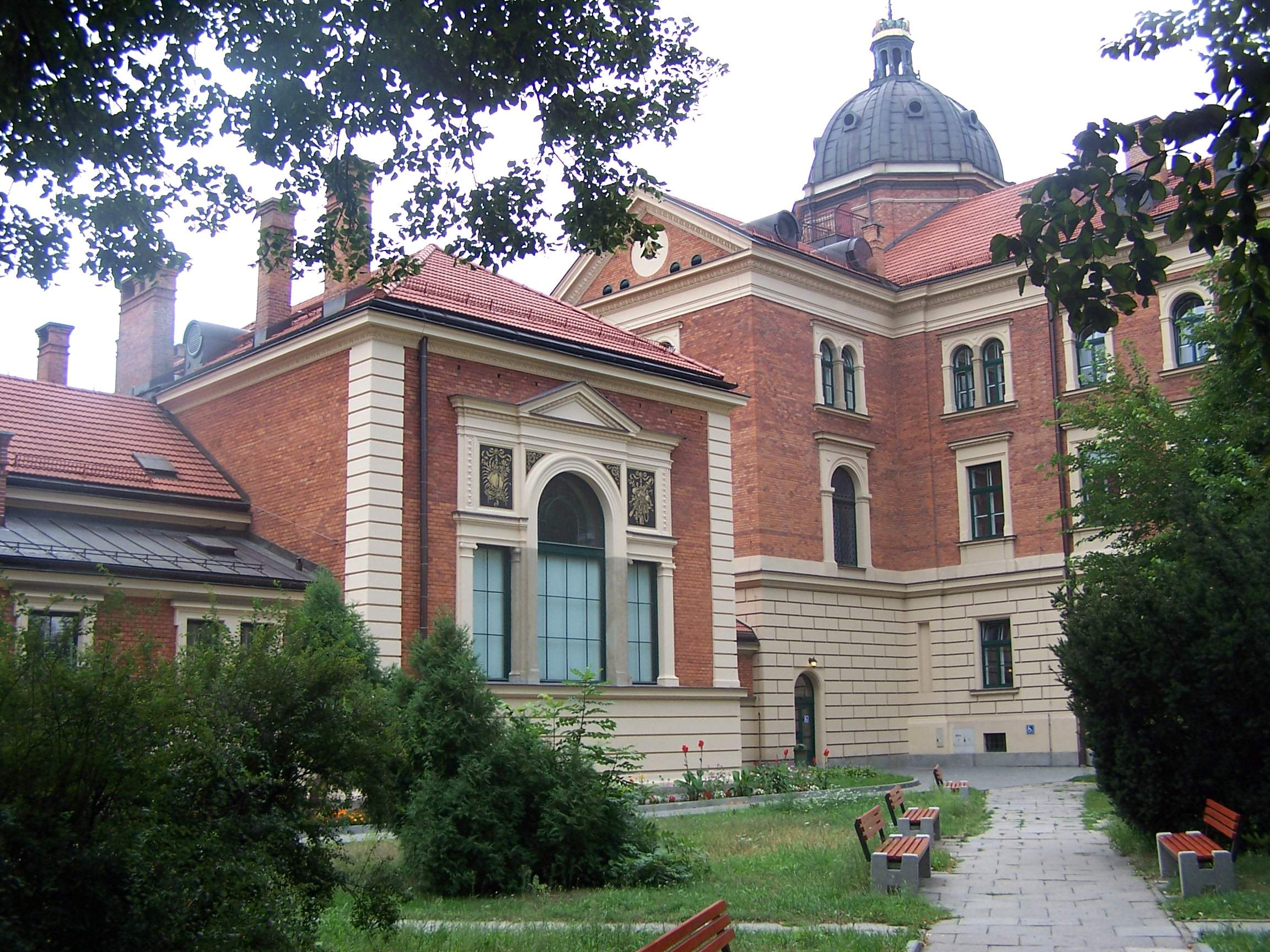
Gmach Główny od tyłu (widok na dawny basen kryty dla wychowanków Fundacji)

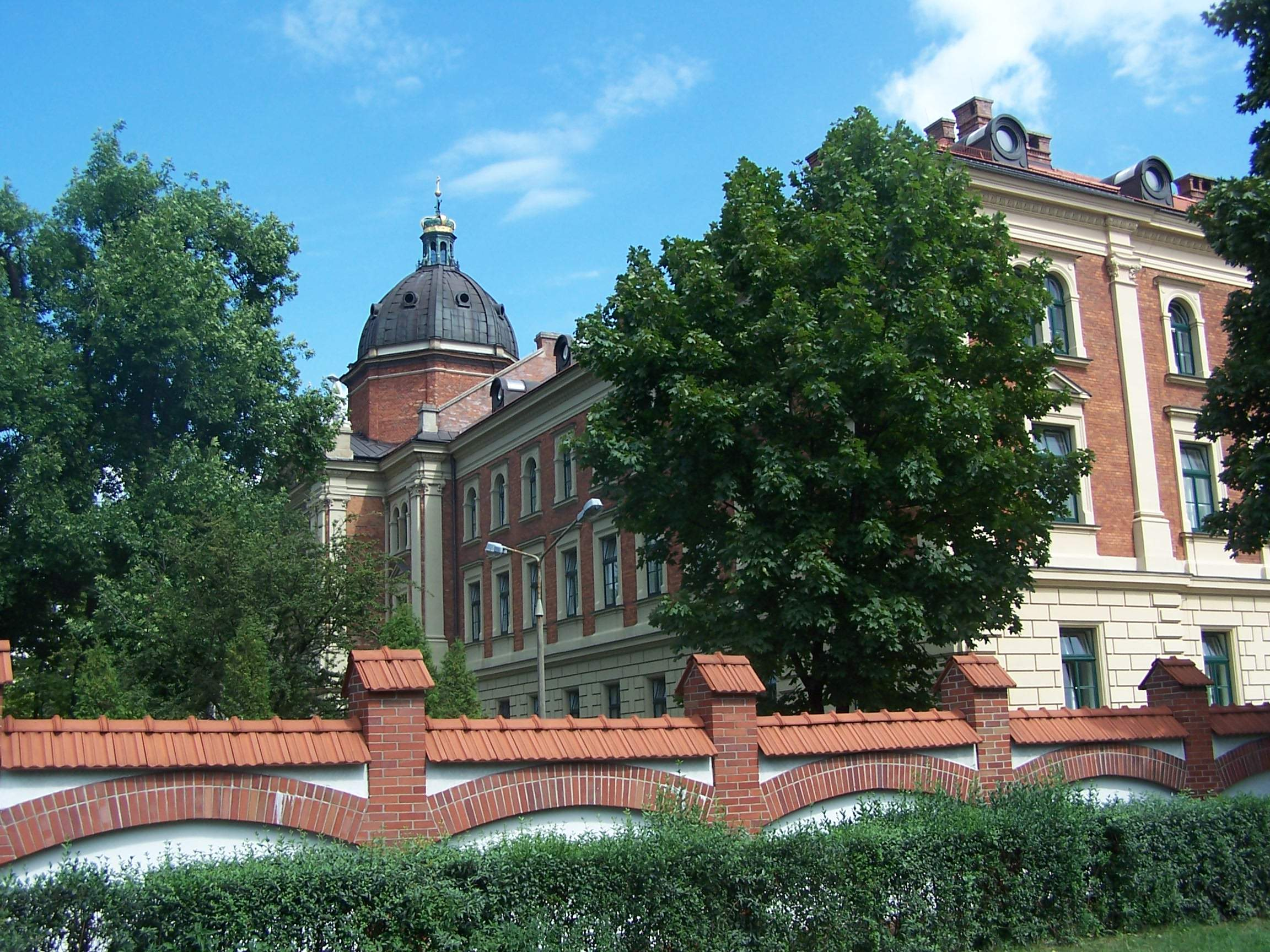
Gmach Główny - widok od ulicy Lubomirskiego

Gmach Główny Uniwersytetu Ekonomicznego w Krakowie – budynek pochodzący z końca XIX wieku (1893 rok), który początkowo pełnił rolę Schroniska dla Chłopców Księcia Aleksandra Lubomirskiego (funkcjonowało w latach 1893-1950). Schronisko miało przyjmować chłopców wyznania katolickiego z całej Galicji. Pierwotnie schronisko było przeznaczone na 120 osób, ale w wyniku dużego zapotrzebowania zwiększono je na 160 osób. W czasie I wojny światowej i tuż po niej w budynku funkcjonował szpital, natomiast w czasie II wojny światowej stacjonowały tu wojska niemieckie. Od 1952 roku właścicielem nieruchomości jest Uniwersytet Ekonomiczny w Krakowie, a budynek pełni funkcję gmachu reprezentacyjnego (tzw. Budynek Główny Uniwersytetu Ekonomicznego w Krakowie).

## Kompleks zabytkowy
W skład zabytkowych budynków położonych przy ulicy Rakowickiej 27 wchodzi:
- Gmach Główny
  - wraz z kaplicą (obecnie aula uniwersytecka, zwana również "starą aulą")
  - wraz z jednym z pierwszych krytych basenów w Polsce (obecnie sala senacka)
- Księżówka (obecnie siedziba Działu Promocji)
- Domek ogrodnika (siedziba sekretariatu głównego uczelni, wartowni i Fundacji Uniwersytetu Ekonomicznego)
- Stróżówka (obecnie siedziba m.in. Biura Programów Zagranicznych)

## Historia
Zalążki (1880-1893)
- 14 września 1880 roku 78-letni mieszkający w Paryżu bezdzietny książę Aleksander Ignacy Lubomirski zrobił dwumilionowy zapis na cele dobroczynne w Krakowie.
- 31 sierpnia 1885 roku książę Aleksander Lubomirski podpisał akt fundacyjny, mocą którego suma 2 ml franków (równowartość ponad 982 tys. zł) została przekazana na "urządzenie i utrzymanie schroniska dla chłopców opuszczonych lub złego prowadzenia się".
- W grudniu 1886 roku zakupiono kilkuhektarowy grunt wojskowy pod budowę schroniska.
- W lipcu 1887 roku ogłoszono konkurs na projekt budowli.
- W marcu 1888 roku wyłoniono zwycięski projekt Tadeusza Stryjeńskiego i Władysława Ekielskiego
- Wiosną 1891 roku przystąpiono do prac budowlanych
- W październiku 1891 roku wmurowano kamień węgielny.

Schronisko 1893-1914
- 4 listopada 1893 roku nastąpiło uroczyste otwarcie
- jesienią 1893 roku schronisko przyjęło pierwszych wychowanków
- Od 1911 roku schronisko prowadzone było przez Salezjanów. Jednym z kierowników był August Hlond, późniejszy kardynał i Prymas Polski[1].

Szpital (1914-1925)
- W 1914 roku schronisko zostało przekształcone na szpital dla zakaźnie chorych.
- W roku 1918 budynki zostały przeznaczone na polski szpital wojskowy.

Schronisko Salezjanów dla Chłopców (1925-1939)
- W październiku 1925 roku ponownie otworzono zakład dla chłopców prowadzony przez Salezjanów.

Obiekt wojskowy (1939-1946)
- 7 września 1939 roku gmach przeznaczony został na cele wojskowe dla oddziałów niemieckich
- W 1945 roku zakład przekształcono na obóz repatriacyjny dla żołnierzy państw zachodnioeuropejskich, następnie zmieniono na szpital wojskowy Armii Czerwonej.

Schronisko (1946-1950)
- We wrześniu 1946 roku Fundacja ponownie uruchomiła schronisko.
- W roku 1950 zlikwidowano schronisko, a w 1952 roku również Fundację

Obiekt akademicki (od 1950 roku)
- W 1950 roku w budynku otwarto dom akademicki dla studentów Akademii Medycznej
- 24 kwietnia 1952 roku gmach główny oraz budynki na ulicy Rakowickiej 27 przekazano ich dzisiejszemu użytkownikowi Uniwersytetowi Ekonomicznemu w Krakowie (wtedy Wyższej Szkole Ekonomicznej w Krakowie).
- W 1952 roku nastąpiło przeniesienie siedziby Uczelni do gmachu Fundacji Lubomirskich przy ul. Rakowickiej 27 (wcześniejszymi siedzibami były: 1924-1927 budynek przy ulicy Kapucyńskiej 2, 1927-1952 budynek przy ulicy Sienkiewicza 4)
- Ostatnio w gmachu przeprowadzone zostały prace remontowo-konserwatorskie finansowane ze środków Narodowego Funduszu Rewaloryzacji Zabytków Krakowa, który przywróciły budynkowi jego dawną świetność